# Mašakali (jezična porodica)
Machacalian, porodica indijanskih jezika i plemena iz istočnog Brazila koja nosi ime po glavnom plemenu Machacali ili Maxakalí, danas u Minas Geraisu na río Itanhaém, odnosno na rezervatima AI Pradinho (264; 1989) i AI Maxakali (330; 1989). Cijelo područje nalazi se u zonama rijeka Marucí, Jucururú i Belmonte. 
Ostali predstavnici su: Kapoxó na río Arassuaí; Cumanaxo na río Suasui Grande, río Gravatá (država Bahia); Panháme na río Suasui Pequenho; Monoxo na río Itanhaem, Posto Paraguaçu (država Bahia); Makoni na río Caravelas i Alto do Bois. 
Loukotka Machacalian porodicu dijeli na 3 grane, navedenu (prave Mašakale) naziva zapadnom, širi je i na istočnu kojoj pripisuje Hãhãhãi i Pataxó Indijance, te na južnu (Malalí). Pleme nastanjeno je bilo na Serra Redonda i rijeci río Suasui Pequeno (država Minas Gerais).  

## Vanjske poveznice
- Ethnologue (14th)
- Ethnologue (15th)

Ethnologue (16th)
- Maxakalí